# Pitt Heights
Pitt Heights är kullar i territoriet Falklandsöarna (Storbritannien). De ligger i den västra delen av landet, 220 km väster om huvudstaden Stanley. Pitt Heights ligger på ön Weddell Island.